# Eulers följd
Inom matematiken är Eulers följd en viss exakt följd av kärven på n-dimensionella projektiva rum över en ring. Den bevisar att kärven av relativa differentialer är stabilt isomorfisk till en  (n + 1)-faldig summa av dualen av Serres böjda kärve.

## Följden
För en ring A är Eulers följd följande exakta följd av kärven:
{\displaystyle 0\to \Omega _{\mathbb {P} _{A}^{n}/A}^{1}\to {\mathcal {O}}_{\mathbb {P} _{A}^{n}}(-1)^{\oplus n+1}\to {\mathcal {O}}_{\mathbb {P} _{A}^{n}}\to 0.}
Den kan bevisas genom att definiera en homomorfi {\displaystyle S(-1)^{\oplus n+1}\to S,e_{i}\mapsto x_{i}} med {\displaystyle S=A[x_{0},\ldots ,x_{n}]} och {\displaystyle e_{i}=1} i grad 1, surjektiv i grader {\displaystyle \geq 1} och genom att kontrollera att lokalt på de n + 1 standardkartorna är nollrummet isomorfiskt till den relativa differentialmodulen.

## Geometrisk tolkning
Vi antar att A är en kropp k.
Den exakta följden ovan är ekvivalent till följden
{\displaystyle 0\to {\mathcal {O}}_{\mathbb {P} ^{n}}\to {\mathcal {O}}(1)^{\oplus (n+1)}\to {\mathcal {T}}_{\mathbb {P} ^{n}}\to 0}.
Vi betraktar V som ett n+1-dimensionellt vektorrum över k  och förklarar den exakta följden 
{\displaystyle 0\to {\mathcal {O}}_{\mathbb {P} (V)}\to {\mathcal {O}}_{\mathbb {P} (V)}(1)\otimes V\to {\mathcal {T}}_{\mathbb {P} (V)}\to 0}
Denna följd förstås enklast genom att uppfatta centrala termen som kärven av 1-homogena vektorfält på vektorrummet V. Det finns en anmärkningsvärd sektion av detta kärve, Eulers vektorfält, tautologiskt definierad genom att associera till en punkt av vektorrummet den identiskt associerade tangentvektorn (d.v.s. den själv: den är identitetsavbildningen sedd som ett vektorfält).
Detta vektorfält är radialt i meningen att den försvinner likformigt på 0-homogena funktioner, d.v.s. funktionerna som är invarianta under homotetisk omskalning, eller "oberoende av radiala koordinaterna".
Ur en funktion (definierad på någon öppen mängd) på {\displaystyle \mathbb {P} (V)} uppstår en 0-homogen funktion på V (igen partiellt definierad). Vi får ett 1-homogent vektorfält genom att multiplicera Eulers vektorfält med sådana funktioner. Detta är dfinitionen av den första avbildningen, och dess injektivitet är omedelbart.
Den andra avbildningen är relaterad till beteckningen av derivation, ekvivalent till vektorfält. Ett vektorfält på en öppen mängd U i projektiva rummet {\displaystyle \mathbb {P} (V)} kan definieras som derivationen av funktionerna definierade på denna öppna mängd. Detta är ekvivalent till en derivation av förbilden av U som bevarar 0-homogena funktioner. Ett godtyckligt vektorfält på {\displaystyle \mathbb {P} (V)} kan härmed fås, och defekten av injektivitet består precis av de radiala vektorfälten.
Vi ser alltså att nollrummet av den andra morfin är samma som bilden av den första.